# Волкенштейн, Нахим Вениаминович
Нахим Вениаминович Волкенштейн (1913, Иркутск — 1993, Екатеринбург) — советский и российский физик, доктор физико-математических наук, профессор (1976).

## Биография
Родился в 1913 году в Иркутске, в небогатой семье. Трудовую деятельность начал в 16 лет подручным электромонтера. В 19 лет переехал в Свердловск, где поступил в Уральский индустриальный институт, во время обучения всю группу в которой он учился перевели в Ленинград, вуз закончил в 1938 году. 
После получения образования год работал на Лысьвинском металлургическом заводе. В 1939 году поступил в аспирантуру Института физики металлов в Свердловске. Сначала был младшим научным сотрудником лаборатории фазовых превращений, потом ученым секретарем института.
В 1942 году ушел на войну, воевал на Ленинградском фронте. За боевые заслуги награжден орденами и медалями. В 1943 году после тяжелого ранения вернулся в Институт физики металлов, где работал до 1990 года.
В 1954 году создал научную лабораторию низких температур, у руководства которой стоял до 1986 год. Под его руководством впервые на Урале было налажено производство и получение жидкого гелия и жидкого водорода. С 1986 по 1990 год работал ведущим научным сотрудником лаборатории. 
Являлся членом Совета АН СССР по проблеме «Физика низких температур».
На протяжении долгого времени преподавал физику низких температур в Уральском государственном университете.
В 1990 году ушел на пенсию.

## Научные интересы
Главной сферой научного интереса ученого была физика твердого тела. Все его научные работы были посвящены исследованию электрических и гальваномагнитных свойств, а также теплопроводности практически всех редкоземельных металлов, изучено явление однонаправленной анизотропии в соединениях 3d-переходных металлов, экспериментально исследованы гальвано и термомагнитные свойства особо чистых монокристаллов переходных металлов, выяснены особенности магнитных, тепловых и сверхпроводящих свойств переходных металлов, открыта сверхпроводимость в лютеции.
Является автором более 150 научных работ, подготовил более 30 кандидатов наук и 3 докторов наук. 

## Избранные труды
- Волкенштейн Н.В. Исследование кинетических явлений в переходных металлах и некоторых сплавах // - Харьков : [б. и.], 1966. - 36 с., 4 л. граф.
- Волкенштейн Н.В., Черепанов А.Н., Старцев В.Е. Квантовые осцилляции термоэдс осмия в сильных магнитных полях // Письма в ЖЭТФ, 1980, Т. 31, № 11, С. 678–681.
- Волкенштейн Н.В., Матвеев В.А., Федоров Г.В. Термоэдс сплавов палладий-марганец: эффект фононного увлечения // ЖЭТФ, 1983, T. 85, № 2,
- Volkenshtein N.V., Startsev V.E. Electronic structure and magnetic breakdown in ruthenium // Transition Metals, 1977, Vol. 39, P.66–70.
- Волкенштейн Н.В., Дякина В.П., Кумин П.Р., Старцев В.Е. Температурные зависимости и анизотропия коэффициента Холла монокристаллов Та в области 4.5–300 К // ФММ, 1990, № 4, C. 96–101.